# Drummond (hrabstwo Bayfield)
Drummond – jednostka osadnicza w Stanach Zjednoczonych, w stanie Wisconsin, w hrabstwie Bayfield.